# Commission royale d'enquête sur la situation de la femme au Canada
 (mars 2017).
Si vous disposez d'ouvrages ou d'articles de référence ou si vous connaissez des sites web de qualité traitant du thème abordé ici, merci de compléter l'article en donnant les références utiles à sa vérifiabilité et en les liant à la section « Notes et références ».
La Commission royale d'enquête sur la situation de la femme au Canada, usuellement appelée Commission Bird, est une enquête publique lancée à l'instigation de l'État canadien pour examiner le statut des femmes au pays et recommander des mesures qui pourraient être prises par le pouvoir exécutif fédéral pour assurer l'égalité des chances pour les hommes et les femmes dans tous les aspects de la société. 
Certaines personnes aujourd'hui connues comme la militante amérindienne Mary Two-Axe Earley et l'historienne Micheline Dumont ont déposé des mémoires devant cette commission.
La Commission a commencé le 16 février 1967 à l'initiative du premier ministre Lester B. Pearson. Des séances publiques ont été organisées l'année suivante pour collecter les commentaires du public et les intégrer lors de la formulation des recommandations.

## Origine
La commission est le fruit du lobby des femmes. En 1966, plusieurs associations se rassemblent au sein du Comity for the Equality of Women in Canada pour réclamer la création d'une commission d'enquête sur la situation des femmes.  
À la fin de 1967, le gouvernement met en place la Commission Bird.

## Déroulement
Pour documenter les mémoires, les membres des groupes de femmes sont consultés et des études sont réalisées. Plusieurs audiences publiques ont lieu dans les principales villes canadiennes. 
Les participantes aux tables rondes sont sociologues, économistes, travailleuses sociales, avocates, psychologues. Elles ont entre 35 et 50 ans. 
Voici les premiers constats de la Commission :
- en 1970, seulement 3,9 % des cadres étaient des femmes ;
- bien que 8 des 10 provinces avaient la même loi sur l'équité salariale, les femmes sont toujours moins payées que les hommes pour le même travail ;
- deux tiers des personnes qui touchaient le bien-être social étaient des femmes.

## Résultats
En janvier 1970 parait le rapport de la Commission Bird. Il est assorti de 167 recommandations visant la vie économique, l'éducation, la nationalité, la famille, la pauvreté et la délinquance féminine. Voici quelques exemples de recommandations :
- Interdire le genre et état civil comme motif de discrimination par les employeurs ;
- Ouvrir les programmes de formation offerts par le gouvernement fédéral aux femmes ;
- Nommer plus de femmes juges dans tous les tribunaux relevant de la compétence du gouvernement fédéral ;
- Nommer plus de femmes qualifiées provenant de chaque province au Sénat pour les sièges devenus vacants, jusqu'à ce qu'une répartition plus équitable entre les hommes et les femmes soit atteinte ;
- Donner dix-huit semaines de prestation de chômage lors d'un congé de maternité aux femmes salariées ;

La question soulevée par l'avortement est la plus controversée. Il s'agit de l'article 126 : « La Commission recommande la modification du Code criminel afin de permettre à un médecin qualifié de procéder à l'avortement à la seule requête de la femme qui est enceinte de 12 semaines ou moins... »
La Commission a aidé à établir le programme de reformes des groupes en faveur des droits des femmes dans les années 1970.

## Les commissaires
Les Commissaires nommés sont :
- Florence Bird (présidente), journaliste, Ontario.
- Elsie Gregory McGill, ingénieure, Ontario.
- Lola M. Lange, fermière, Alberta
- Jeanne Lapointe, professeure, Québec.
- Doris Ogilvie, avocate, Nouveau-Brunswick.
- Donald R. Gordon, Jr (a démissionné de la Commission)
- Jacques Henripin, démographe, Québec.
- John Peters Humphrey (nommé à la suite de la démission de Gordon), avocat, Québec.
- Monique Bégin (secrétaire), sociologue, Québec.